# Birdlife Australia

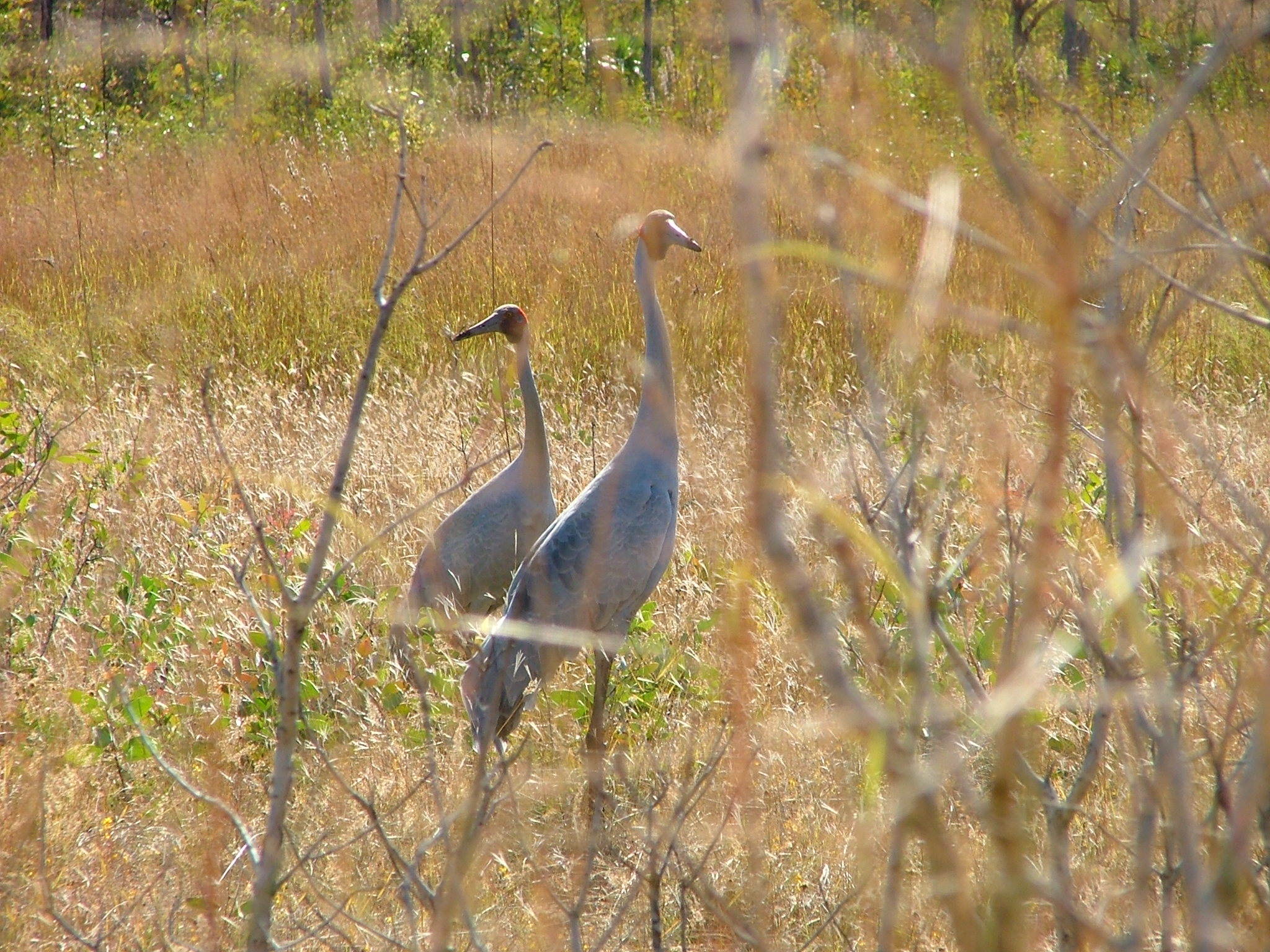
Die Umbenennung des vormals als „Australischer Kranich“ bezeichneten „Brolgakranich“ geht auf die RAOU zurück

Birdlife Australia, bis 2012 Birds Australia und bis 1996 Royal Australasian Ornithologists Union (RAOU) genannt, ist eine 1901 gegründete australische Organisation von Vogelkundlern. Ihr Ziel ist die Erforschung und die Bewahrung der in Australien heimischen Vögel. Sie ist damit die älteste Einrichtung Australiens, die sich den Schutz von Vögeln zum Ziel gesetzt hat.
Die Organisation hat sich außerdem dafür eingesetzt, dass einige Vogelarten Bezeichnungen erhielten, die auf ihre Benennung durch die Aborigines zurückgehen. So trägt der 1865 als „Australischer Kranich“ bezeichnete Vogel heute den Namen Brolgakranich.